# Piciformes
Las piciformes son un orden de aves neognatas formado por siete familias, en las que se incluyen los pájaros carpinteros (Picidae), los tucanes (Ramphastidae) y otras aves semejantes. En estas familias hay unos 67 géneros y unas 339 especies. Su nombre se deriva de los términos latinos picus (pájaro carpintero) y formes (con forma de).
En general, las piciformes son insectívoras, aunque los tucanes se alimentan principalmente de frutas, mientras que los indicadores comen cera de abeja. La mayoría son zigodáctilas (tienen dos dedos adelante y dos atrás), lo que les sirve de gran ayuda al pasar bastante tiempo en las ramas de los árboles.
Las familias Galbulidae y Bucconidae, antes incluidas entre las piciformes, han sido separadas en el nuevo orden Galbuliformes.

## Sistemática

### Familias
- Familia Lybiidae - barbudos de África (unas 40 especies, segregados recientemente de Capitonidae).
- Familia Megalaimidae - barbudos de Asia (unas 25 especies, segregados recientemente de Capitonidae).
- Familia Ramphastidae - tucanes, tucanetes y arasaríes (unas 40 especies)...
- Familia Semnornithidae - barbudos tucanes (2 especies, segregados recientemente de Capitonidae).
- Familia Capitonidae - barbudos, barbuditos y cabezones de América (unas 15 especies).
- Familia Miopiconidae (extinta).
- Familia Picavidae[3] (extinta).
- Familia Picidae - carpinteros, carpinteritos, chupasavias, picamaderos, picatroncos, picos, pitos y torcecuellos (unas 200 especies).
- Familia Indicatoridae - indicadores (17 especies).

### Especies
- -{Andigena cucullata (Gould, 1846)}-
- -{Andigena hypoglauca (Gould, 1833)}-
- -{Andigena laminirostris Gould, 1851}-
- -{Andigena nigrirostris (Waterhouse, 1839)}-
- -{Aulacorhynchus albivitta (Boissonneau, 1840)}-
- -{Aulacorhynchus atrogularis (J. H. C. F. Sturm & J. W. Sturm, 1841)}-
- -{Aulacorhynchus caeruleogularis Gould, 1853}-
- -{Aulacorhynchus coeruleicinctis d'Orbigny, 1840}-
- -{Aulacorhynchus derbianus Gould, 1835}-
- -{Aulacorhynchus haematopygus (Gould, 1835)}-
- -{Aulacorhynchus huallagae Carriker, 1933}-
- -{Aulacorhynchus prasinus (Gould, 1833)}-
- -{Aulacorhynchus sulcatus (Swainson, 1820)}-
- -{Aulacorhynchus wagleri (J. H. C. F. Sturm & J. W. Sturm, 1841)}-
- -{Aulacorhynchus whitelianus Salvin & Godman, 1882}-
- -{Blythipicus pyrrhotis (Hodgson, 1837)}-
- -{Blythipicus rubiginosus (Swainson, 1837)}-
- -{Brachygalba albogularis (von Spix, 1824)}-
- -{Brachygalba goeringi P. L. Sclater & Salvin, 1869}-
- -{Brachygalba lugubris (Swainson, 1838)}-
- -{Brachygalba salmoni P. L. Sclater & Salvin, 1879}-
- -{Buccanodon duchaillui (Cassin, 1855)}-
- -{Bucco capensis Linnaeus, 1766}-
- -{Bucco macrodactylus (von Spix, 1824)}-
- -{Bucco noanamae Hellmayr, 1909}-
- -{Bucco tamatia J. F. Gmelin, 1788}-
- -{Caloramphus fuliginosus (Temminck, 1830)}-
- -{Caloramphus hayii (J. E. Gray, 1831)}-
- -{Campephilus gayaquilensis (R. Lesson, 1845)}-
- -{Campephilus guatemalensis (Hartlaub, 1844)}-
- -{Campephilus haematogaster (Tschudi, 1844)}-
- -{Campephilus imperialis (Gould, 1832)}-
- -{Campephilus leucopogon (Valenciennes, 1826)}-
- -{Campephilus magellanicus (P. P. King, 1827)}-
- -{Campephilus melanoleucos (J. F. Gmelin, 1788)}-
- -{Campephilus pollens (Bonaparte, 1845)}-
- -{Campephilus principalis (Linnaeus, 1758)}-
- -{Campephilus robustus (M. H. K. Lichtenstein, 1818)}-
- -{Campephilus rubricollis (Boddaert, 1783)}-
- -{Campethera abingoni (A. Smith, 1836)}-
- -{Campethera bennettii (A. Smith, 1836)}-
- -{Campethera cailliautii (Malherbe, 1849)}-
- -{Campethera maculosa (Valenciennes, 1826)}-
- -{Campethera mombassica (G. A. Fischer & Reichenow, 1884)}-
- -{Campethera notata (M. H. K. Lichtenstein, 1823)}-
- -{Campethera nubica (Boddaert, 1783)}-
- -{Campethera punctuligera (Wagler, 1827)}-
- -{Campethera scriptoricauda (Reichenow, 1896)}-
- -{Campethera taeniolaema Reichenow & Neumann, 1895}-
- -{Campethera tullbergi Sjöstedt, 1892}-
- -{Capito auratus (Dumont, 1805)}-
- -{Capito aurovirens (Cuvier, 1829)}-
- -{Capito brunneipectus Chapman, 1921}-
- -{Capito dayi Cherrie, 1916}-
- -{Capito fitzpatricki Seeholzer, Winger, Harvey, Cáceres & Weckstein, 2012}-
- -{Capito hypoleucus Salvin, 1897}-
- -{Capito maculicoronatus Lawrence, 1861}-
- -{Capito niger (P. L. S. Müller, 1776)}-
- -{Capito quinticolor D. G. Elliot, 1865}-
- -{Capito squamatus Salvin, 1876}-
- -{Capito wallacei O'Neill, Lane, Kratter, Capparella & Fox, 2000}-
- -{Celeus castaneus (Wagler, 1829)}-
- -{Celeus elegans (P. L. S. Müller, 1776)}-
- -{Celeus flavescens (J. F. Gmelin, 1788)}-
- -{Celeus flavus (P. L. S. Müller, 1776)}-
- -{Celeus galeatus (Temminck, 1822)}-
- -{Celeus grammicus (Natterer & Malherbe, 1845)}-
- -{Celeus loricatus (Reichenbach, 1854)}-
- -{Celeus lugubris (Malherbe, 1851)}-
- -{Celeus obrieni Short, 1973}-
- -{Celeus ochraceus (von Spix, 1824)}-
- -{Celeus spectabilis P. L. Sclater & Salvin, 1880}-
- -{Celeus torquatus (Boddaert, 1783)}-
- -{Celeus undatus (Linnaeus, 1766)}-
- -{Chelidoptera tenebrosa (Pallas, 1782)}-
- -{Chloropicus namaquus (A. A. H. Lichtenstein, 1793)}-
- -{Chloropicus pyrrhogaster (Malherbe, 1845)}-
- -{Chloropicus xantholophus (Hargitt, 1883)}-
- -{Chrysocolaptes erythrocephalus Sharpe, 1877}-
- -{Chrysocolaptes festivus (Boddaert, 1783)}-
- -{Chrysocolaptes guttacristatus (Tickell, 1833)}-
- -{Chrysocolaptes haematribon (Wagler, 1827)}-
- -{Chrysocolaptes lucidus (Scopoli, 1786)}-
- -{Chrysocolaptes stricklandi (E. L. Layard, 1854)}-
- -{Chrysocolaptes strictus (Horsfield, 1821)}-
- -{Chrysocolaptes xanthocephalus Walden & E. L. Layard, 1872}-
- -{Chrysophlegma flavinucha (Gould, 1834)}-
- -{Chrysophlegma mentale (Temminck, 1826)}-
- -{Chrysophlegma miniaceum (Pennant, 1769)}-
- -{Colaptes aeruginosus (Malherbe, 1862)}-
- -{Colaptes atricollis (Malherbe, 1850)}-
- -{Colaptes auratus (Linnaeus, 1758)}-
- -{Colaptes auricularis (Salvin & Godman, 1889)}-
- -{Colaptes campestris (Vieillot, 1818)}-
- -{Colaptes chrysoides (Malherbe, 1852)}-
- -{Colaptes fernandinae Vigors, 1827}-
- -{Colaptes melanochloros (J. F. Gmelin, 1788)}-
- -{Colaptes oceanicus Olson, 2013}-
- -{Colaptes pitius (Molina, 1782)}-
- -{Colaptes punctigula (Boddaert, 1783)}-
- -{Colaptes rivolii (Boissonneau, 1840)}-
- -{Colaptes rubiginosus (Swainson, 1820)}-
- -{Colaptes rupicola d'Orbigny, 1840}-
- -{Dendrocopos analis (Bonaparte, 1850)}-
- -{Dendrocopos assimilis (Blyth, 1849)}-
- -{Dendrocopos atratus (Blyth, 1849)}-
- -{Dendrocopos darjellensis (Blyth, 1845)}-
- -{Dendrocopos himalayensis (Jardine & Selby, 1831)}-
- -{Dendrocopos hyperythrus (Vigors, 1831)}-
- -{Dendrocopos leucopterus (Salvadori, 1871)}-
- -{Dendrocopos leucotos (Bechstein, 1802)}-
- -{Dendrocopos macei (Vieillot, 1818)}-
- -{Dendrocopos major (Linnaeus, 1758)}-
- -{Dendrocopos noguchii (Seebohm, 1887)}-
- -{Dendrocopos syriacus (Hemprich & Ehrenberg, 1833)}-
- -{Dendrocoptes auriceps (Vigors, 1831)}-
- -{Dendrocoptes dorae (Bates & Kinnear, 1935)}-
- -{Dendrocoptes medius (Linnaeus, 1758)}-
- -{Dendropicos abyssinicus (Stanley, 1814)}-
- -{Dendropicos elachus Oberholser, 1919}-
- -{Dendropicos elliotii (Cassin, 1863)}-
- -{Dendropicos fuscescens (Vieillot, 1818)}-
- -{Dendropicos gabonensis (J. Verreaux & E. Verreaux, 1851)}-
- -{Dendropicos goertae (P. L. S. Müller, 1776)}-
- -{Dendropicos griseocephalus (Boddaert, 1783)}-
- -{Dendropicos lugubris Hartlaub, 1857}-
- -{Dendropicos obsoletus (Wagler, 1829)}-
- -{Dendropicos poecilolaemus Reichenow, 1893}-
- -{Dendropicos spodocephalus (Bonaparte, 1850)}-
- -{Dendropicos stierlingi Reichenow, 1901}-
- -{Dinopium benghalense (Linnaeus, 1758)}-
- -{Dinopium everetti (Tweeddale, 1878)}-
- -{Dinopium javanense (Ljungh, 1797)}-
- -{Dinopium psarodes (A. A. H. Lichtenstein, 1793)}-
- -{Dinopium shorii (Vigors, 1831)}-
- -{Dryobates cathpharius (Blyth, 1843)}-
- -{Dryobates minor (Linnaeus, 1758)}-
- -{Dryobates nuttallii (Gambel, 1843)}-
- -{Dryobates pubescens (Linnaeus, 1766)}-
- -{Dryobates scalaris (Wagler, 1829)}-
- -{Dryocopus hodgei (Blyth, 1860)}-
- -{Dryocopus javensis (Horsfield, 1821)}-
- -{Dryocopus lineatus (Linnaeus, 1766)}-
- -{Dryocopus martius (Linnaeus, 1758)}-
- -{Dryocopus pileatus (Linnaeus, 1758)}-
- -{Dryocopus schulzii (Cabanis, 1882)}-
- -{Eubucco bourcierii (Lafresnaye, 1845)}-
- -{Eubucco richardsoni (G. R. Gray, 1846)}-
- -{Eubucco tucinkae (Seilern, 1913)}-
- -{Eubucco versicolor (P. L. S. Müller, 1776)}-
- -{Galbalcyrhynchus leucotis Des Murs, 1845}-
- -{Galbalcyrhynchus purusianus Goeldi, 1904}-
- -{Galbula albirostris Latham, 1790}-
- -{Galbula chalcothorax P. L. Sclater, 1855}-
- -{Galbula cyanescens Deville, 1849}-
- -{Galbula cyanicollis Cassin, 1851}-
- -{Galbula dea (Linnaeus, 1758)}-
- -{Galbula galbula (Linnaeus, 1766)}-
- -{Galbula leucogastra Vieillot, 1817}-
- -{Galbula pastazae Taczanowski & von Berlepsch, 1885}-
- -{Galbula ruficauda Cuvier, 1816}-
- -{Galbula tombacea von Spix, 1824}-
- -{Gecinulus grantia (Horsfield, 1840)}-
- -{Gecinulus rafflesii (Vigors, 1830)}-
- -{Gecinulus viridis Blyth, 1862}-
- -{Geocolaptes olivaceus (J. F. Gmelin, 1788)}-
- -{Gymnobucco bonapartei Hartlaub, 1854}-
- -{Gymnobucco calvus (Lafresnaye, 1841)}-
- -{Gymnobucco peli Hartlaub, 1857}-
- -{Gymnobucco sladeni Ogilvie-Grant, 1907}-
- -{Hapaloptila castanea (J. Verreaux, 1866)}-
- -{Hemicircus canente (R. Lesson, 1832)}-
- -{Hemicircus concretus (Temminck, 1821)}-
- -{Hypnelus bicinctus (Gould, 1837)}-
- -{Hypnelus ruficollis (Wagler, 1829)}-
- -{Indicator archipelagicus Temminck, 1832}-
- -{Indicator conirostris (Cassin, 1856)}-
- -{Indicator exilis (Cassin, 1856)}-
- -{Indicator indicator (Sparrman, 1777)}-
- -{Indicator maculatus G. R. Gray, 1847}-
- -{Indicator meliphilus (Oberholser, 1905)}-
- -{Indicator minor Stephens, 1815}-
- -{Indicator pumilio Chapin, 1958}-
- -{Indicator variegatus R. Lesson, 1830}-
- -{Indicator willcocksi Alexander, 1901}-
- -{Indicator xanthonotus Blyth, 1842}-
- -{Jacamaralcyon tridactyla (Vieillot, 1817)}-
- -{Jacamerops aureus (P. L. S. Müller, 1776)}-
- -{Jynx ruficollis Wagler, 1830}-
- -{Jynx torquilla Linnaeus, 1758}-
- -{Leiopicus mahrattensis (Latham, 1801)}-
- -{Leuconotopicus albolarvatus (Cassin, 1850)}-
- -{Leuconotopicus arizonae (Hargitt, 1886)}-
- -{Leuconotopicus borealis (Vieillot, 1809)}-
- -{Leuconotopicus fumigatus (d'Orbigny, 1840)}-
- -{Leuconotopicus stricklandi (Malherbe, 1845)}-
- -{Leuconotopicus villosus (Linnaeus, 1766)}-
- -{Lybius bidentatus (Shaw, 1799)}-
- -{Lybius chaplini S. Clarke, 1920}-
- -{Lybius dubius (J. F. Gmelin, 1788)}-
- -{Lybius guifsobalito Hermann, 1783}-
- -{Lybius leucocephalus (de Filippi, 1853)}-
- -{Lybius melanopterus (W. Peters, 1854)}-
- -{Lybius minor (Cuvier, 1816)}-
- -{Lybius rolleti (de Filippi, 1853)}-
- -{Lybius rubrifacies (Reichenow, 1892)}-
- -{Lybius torquatus (Dumont, 1805)}-
- -{Lybius undatus (Rüppell, 1837)}-
- -{Lybius vieilloti (Leach, 1815)}-
- -{Malacoptila fulvogularis P. L. Sclater, 1854}-
- -{Malacoptila fusca (J. F. Gmelin, 1788)}-
- -{Malacoptila mystacalis (Lafresnaye, 1850)}-
- -{Malacoptila panamensis Lafresnaye, 1847}-
- -{Malacoptila rufa (von Spix, 1824)}-
- -{Malacoptila semicincta Todd, 1925}-
- -{Malacoptila striata (von Spix, 1824)}-
- -{Meiglyptes jugularis (Blyth, 1845)}-
- -{Meiglyptes tristis (Horsfield, 1821)}-
- -{Meiglyptes tukki (R. Lesson, 1839)}-
- -{Melanerpes aurifrons (Wagler, 1829)}-
- -{Melanerpes cactorum (d'Orbigny, 1840)}-
- -{Melanerpes candidus (Otto, 1796)}-
- -{Melanerpes carolinus (Linnaeus, 1758)}-
- -{Melanerpes chrysauchen Salvin, 1870}-
- -{Melanerpes chrysogenys (Vigors, 1839)}-
- -{Melanerpes cruentatus (Boddaert, 1783)}-
- -{Melanerpes erythrocephalus (Linnaeus, 1758)}-
- -{Melanerpes flavifrons (Vieillot, 1818)}-
- -{Melanerpes formicivorus (Swainson, 1827)}-
- -{Melanerpes herminieri (R. Lesson, 1830)}-
- -{Melanerpes hoffmannii (Cabanis, 1862)}-
- -{Melanerpes hypopolius (Wagler, 1829)}-
- -{Melanerpes lewis (G. R. Gray, 1849)}-
- -{Melanerpes portoricensis (Daudin, 1803)}-
- -{Melanerpes pucherani (Malherbe, 1849)}-
- -{Melanerpes pulcher P. L. Sclater, 1870}-
- -{Melanerpes pygmaeus (Ridgway, 1885)}-
- -{Melanerpes radiolatus (Wagler, 1827)}-
- -{Melanerpes rubricapillus (Cabanis, 1862)}-
- -{Melanerpes santacruzi (Bonaparte, 1838)}-
- -{Melanerpes striatus (P. L. S. Müller, 1776)}-
- -{Melanerpes superciliaris (Temminck, 1827)}-
- -{Melanerpes uropygialis (S. F. Baird, 1854)}-
- -{Melichneutes robustus (Bates, 1909)}-
- -{Melignomon eisentrauti Louette, 1981}-
- -{Melignomon zenkeri Reichenow, 1898}-
- -{Micromonacha lanceolata (Deville, 1849)}-
- -{Micropternus brachyurus (Vieillot, 1818)}-
- -{Monasa atra (Boddaert, 1783)}-
- -{Monasa flavirostris Strickland, 1850}-
- -{Monasa morphoeus (Hahn & Küster, 1823)}-
- -{Monasa nigrifrons (von Spix, 1824)}-
- -{Mulleripicus fulvus (Quoy & Gaimard, 1832)}-
- -{Mulleripicus funebris (Valenciennes, 1826)}-
- -{Mulleripicus pulverulentus (Temminck, 1826)}-
- -{Nesoctites micromegas (Sundevall, 1866)}-
- -{Nonnula amaurocephala Chapman, 1921}-
- -{Nonnula brunnea P. L. Sclater, 1881}-
- -{Nonnula frontalis (P. L. Sclater, 1854)}-
- -{Nonnula rubecula (von Spix, 1824)}-
- -{Nonnula ruficapilla (Tschudi, 1844)}-
- -{Nonnula sclateri Hellmayr, 1907}-
- -{Notharchus hyperrhynchus (P. L. Sclater, 1856)}-
- -{Notharchus macrorhynchos (J. F. Gmelin, 1788)}-
- -{Notharchus ordii (Cassin, 1851)}-
- -{Notharchus pectoralis (G. R. Gray, 1846)}-
- -{Notharchus swainsoni (G. R. Gray, 1846)}-
- -{Notharchus tectus (Boddaert, 1783)}-
- -{Nystalus chacuru (Vieillot, 1816)}-
- -{Nystalus maculatus (J. F. Gmelin, 1788)}-
- -{Nystalus obamai Whitney, Piacintini, Schunck, Alexio, Sousa, Silveira and Rego, 2013}-
- -{Nystalus radiatus (P. L. Sclater, 1854)}-
- -{Nystalus striatipectus (P. L. Sclater, 1854)}-
- -{Nystalus striolatus (Pelzeln, 1856)}-
- -{Pardipicus caroli (Malherbe, 1852)}-
- -{Pardipicus nivosus (Swainson, 1837)}-
- -{Picoides arcticus (Swainson, 1832)}-
- -{Picoides dorsalis S. F. Baird, 1858}-
- -{Picoides tridactylus (Linnaeus, 1758)}-
- -{Piculus aurulentus (Temminck, 1821)}-
- -{Piculus callopterus (Lawrence, 1862)}-
- -{Piculus chrysochloros (Vieillot, 1818)}-
- -{Piculus flavigula (Boddaert, 1783)}-
- -{Piculus leucolaemus (Natterer & Malherbe, 1845)}-
- -{Piculus litae (Rothschild, 1901)}-
- -{Piculus simplex (Salvin, 1870)}-
- -{Picumnus albosquamatus d'Orbigny, 1840}-
- -{Picumnus aurifrons Pelzeln, 1870}-
- -{Picumnus castelnau Malherbe, 1862}-
- -{Picumnus cinnamomeus Wagler, 1829}-
- -{Picumnus cirratus Temminck, 1825}-
- -{Picumnus dorbignyanus Lafresnaye, 1845}-
- -{Picumnus exilis (M. H. K. Lichtenstein, 1823)}-
- -{Picumnus fuscus Pelzeln, 1870}-
- -{Picumnus granadensis Lafresnaye, 1847}-
- -{Picumnus innominatus Burton, 1836}-
- -{Picumnus lafresnayi Malherbe, 1862}-
- -{Picumnus limae E. Snethlage, 1924}-
- -{Picumnus minutissimus (Pallas, 1782)}-
- -{Picumnus nebulosus Sundevall, 1866}-
- -{Picumnus nigropunctatus J. T. Zimmer & Phelps, 1950}-
- -{Picumnus olivaceus Lafresnaye, 1845}-
- -{Picumnus pumilus Cabanis & Heine, 1863}-
- -{Picumnus pygmaeus (M. H. K. Lichtenstein, 1823)}-
- -{Picumnus rufiventris (Bonaparte, 1838)}-
- -{Picumnus sclateri Taczanowski, 1877}-
- -{Picumnus spilogaster Sundevall, 1866}-
- -{Picumnus squamulatus Lafresnaye, 1854}-
- -{Picumnus steindachneri Taczanowski, 1882}-
- -{Picumnus subtilis Stager, 1968}-
- -{Picumnus temminckii Lafresnaye, 1845}-
- -{Picumnus varzeae E. Snethlage, 1912}-
- -{Picus awokera Temminck, 1836}-
- -{Picus canus J. F. Gmelin, 1788}-
- -{Picus chlorolophus Vieillot, 1818}-
- -{Picus erythropygius (D. G. Elliot, 1865)}-
- -{Picus puniceus Horsfield, 1821}-
- -{Picus rabieri (Oustalet, 1898)}-
- -{Picus sharpei (H. Saunders, 1872)}-
- -{Picus squamatus Vigors, 1831}-
- -{Picus vaillantii (Malherbe, 1847)}-
- -{Picus viridanus Blyth, 1843}-
- -{Picus viridis Linnaeus, 1758}-
- -{Picus vittatus Vieillot, 1818}-
- -{Picus xanthopygaeus (J. E. Gray & G. R. Gray, 1847)}-
- -{Pogoniulus atroflavus (Sparrman, 1798)}-
- -{Pogoniulus bilineatus (Sundevall, 1850)}-
- -{Pogoniulus chrysoconus (Temminck, 1832)}-
- -{Pogoniulus coryphaea (Reichenow, 1892)}-
- -{Pogoniulus leucomystax (Sharpe, 1892)}-
- -{Pogoniulus makawai Benson & Irwin, 1965}-
- -{Pogoniulus pusillus (Dumont, 1805)}-
- -{Pogoniulus scolopaceus (Bonaparte, 1850)}-
- -{Pogoniulus simplex (G. A. Fischer & Reichenow, 1884)}-
- -{Pogoniulus subsulphureus (Fraser, 1843)}-
- -{Prodotiscus insignis (Cassin, 1856)}-
- -{Prodotiscus regulus Sundevall, 1850}-
- -{Prodotiscus zambesiae Shelley, 1894}-
- -{Psilopogon annamensis (Robinson & Kloss, 1919)}-
- -{Psilopogon armillaris (Temminck, 1821)}-
- -{Psilopogon asiaticus (Latham, 1790)}-
- -{Psilopogon auricularis (Robinson & Kloss, 1919)}-
- -{Psilopogon australis (Horsfield, 1821)}-
- -{Psilopogon chersonesus (Chasen & Kloss, 1927)}-
- -{Psilopogon chrysopogon (Temminck, 1824)}-
- -{Psilopogon corvinus (Temminck, 1831)}-
- -{Psilopogon duvaucelii (R. Lesson, 1830)}-
- -{Psilopogon eximius (Sharpe, 1892)}-
- -{Psilopogon faber (Swinhoe, 1870)}-
- -{Psilopogon faiostrictus (Temminck, 1832)}-
- -{Psilopogon flavifrons (Cuvier, 1816)}-
- -{Psilopogon franklinii (Blyth, 1842)}-
- -{Psilopogon haemacephalus (P. L. S. Müller, 1776)}-
- -{Psilopogon henricii (Temminck, 1831)}-
- -{Psilopogon incognitus (Hume, 1874)}-
- -{Psilopogon javensis (Horsfield, 1821)}-
- -{Psilopogon lagrandieri (J. Verreaux, 1868)}-
- -{Psilopogon lineatus (Vieillot, 1816)}-
- -{Psilopogon malabaricus (Blyth, 1847)}-
- -{Psilopogon monticola (Sharpe, 1889)}-
- -{Psilopogon mystacophanos (Temminck, 1824)}-
- -{Psilopogon nuchalis (Gould, 1863)}-
- -{Psilopogon oorti (S. Müller, 1836)}-
- -{Psilopogon pulcherrimus (Sharpe, 1888)}-
- -{Psilopogon pyrolophus S. Müller, 1836}-
- -{Psilopogon rafflesii (R. Lesson, 1839)}-
- -{Psilopogon rubricapillus (J. F. Gmelin, 1788)}-
- -{Psilopogon virens (Boddaert, 1783)}-
- -{Psilopogon viridis (Boddaert, 1783)}-
- -{Psilopogon zeylanicus (J. F. Gmelin, 1788)}-
- -{Pteroglossus aracari (Linnaeus, 1758)}-
- -{Pteroglossus azara (Vieillot, 1819)}-
- -{Pteroglossus bailloni (Vieillot, 1819)}-
- -{Pteroglossus beauharnaesii Wagler, 1832}-
- -{Pteroglossus bitorquatus Vigors, 1826}-
- -{Pteroglossus castanotis Gould, 1834}-
- -{Pteroglossus erythropygius Gould, 1843}-
- -{Pteroglossus frantzii Cabanis, 1861}-
- -{Pteroglossus inscriptus Swainson, 1822}-
- -{Pteroglossus mariae Gould, 1854}-
- -{Pteroglossus pluricinctus Gould, 1836}-
- -{Pteroglossus sanguineus Gould, 1854}-
- -{Pteroglossus torquatus (J. F. Gmelin, 1788)}-
- -{Pteroglossus viridis (Linnaeus, 1766)}-
- -{Ramphastos ambiguus Swainson, 1823}-
- -{Ramphastos brevis Meyer de Schauensee, 1945}-
- -{Ramphastos citreolaemus Gould, 1844}-
- -{Ramphastos dicolorus Linnaeus, 1766}-
- -{Ramphastos sulfuratus R. Lesson, 1830}-
- -{Ramphastos toco P. L. S. Müller, 1776}-
- -{Ramphastos tucanus Linnaeus, 1758}-
- -{Ramphastos vitellinus M. H. K. Lichtenstein, 1823}-
- -{Reinwardtipicus validus (Temminck, 1825)}-
- -{Sasia abnormis (Temminck, 1825)}-
- -{Sasia africana J. Verreaux & E. Verreaux, 1855}-
- -{Sasia ochracea Hodgson, 1837}-
- -{Selenidera gouldii (Natterer, 1837)}-
- -{Selenidera maculirostris (M. H. K. Lichtenstein, 1823)}-
- -{Selenidera nattereri (Gould, 1835)}-
- -{Selenidera piperivora (Linnaeus, 1758)}-
- -{Selenidera reinwardtii (Wagler, 1827)}-
- -{Selenidera spectabilis Cassin, 1858}-
- -{Semnornis frantzii (P. L. Sclater, 1864)}-
- -{Semnornis ramphastinus (Jardine, 1855)}-
- -{Sphyrapicus nuchalis S. F. Baird, 1858}-
- -{Sphyrapicus ruber (J. F. Gmelin, 1788)}-
- -{Sphyrapicus thyroideus (Cassin, 1852)}-
- -{Sphyrapicus varius (Linnaeus, 1766)}-
- -{Stactolaema anchietae (Barboza du Bocage, 1869)}-
- -{Stactolaema leucotis (Sundevall, 1850)}-
- -{Stactolaema olivacea (Shelley, 1880)}-
- -{Stactolaema whytii (Shelley, 1893)}-
- -{Trachyphonus darnaudii (Prévost & Des Murs, 1847)}-
- -{Trachyphonus erythrocephalus Cabanis, 1878}-
- -{Trachyphonus margaritatus (Cretzschmar, 1828)}-
- -{Trachyphonus purpuratus J. Verreaux & E. Verreaux, 1851}-
- -{Trachyphonus vaillantii Ranzani, 1821}-
- -{Tricholaema diademata (Heuglin, 1861)}-
- -{Tricholaema frontata (Cabanis, 1880)}-
- -{Tricholaema hirsuta (Swainson, 1821)}-
- -{Tricholaema lacrymosa Cabanis, 1878}-
- -{Tricholaema leucomelas (Boddaert, 1783)}-
- -{Tricholaema melanocephala (Cretzschmar, 1829)}-
- -{Veniliornis affinis (Swainson, 1821)}-
- -{Veniliornis callonotus (Waterhouse, 1841)}-
- -{Veniliornis cassini (Malherbe, 1862)}-
- -{Veniliornis chocoensis Todd, 1919}-
- -{Veniliornis dignus (P. L. Sclater & Salvin, 1877)}-
- -{Veniliornis frontalis (Cabanis, 1883)}-
- -{Veniliornis kirkii (Malherbe, 1845)}-
- -{Veniliornis lignarius (Molina, 1782)}-
- -{Veniliornis maculifrons (von Spix, 1824)}-
- -{Veniliornis mixtus (Boddaert, 1783)}-
- -{Veniliornis nigriceps (d'Orbigny, 1841)}-
- -{Veniliornis passerinus (Linnaeus, 1766)}-
- -{Veniliornis sanguineus (A. A. H. Lichtenstein, 1793)}-
- -{Veniliornis spilogaster (Wagler, 1827)}-
- -{Xiphidiopicus percussus (Temminck, 1826)}-
- -{Yungipicus canicapillus (Blyth, 1845)}-
- -{Yungipicus kizuki (Temminck, 1836)}-
- -{Yungipicus maculatus (Scopoli, 1786)}-
- -{Yungipicus moluccensis (J. F. Gmelin, 1788)}-
- -{Yungipicus nanus (Vigors, 1832)}-
- -{Yungipicus ramsayi Hargitt, 1881}-
- -{Yungipicus temminckii (Malherbe, 1849)}-

|}

## Características
Los piciformes son pájaros pequeños y robustos. Tienen un cuello corto y una cabeza redondeada. Las formas de los picos de las especies varían ampliamente, desde el pico en forma de plátano de los tucanes hasta el pico en forma de gancho de los mocasines. Las alas son cortas y anchas, pero en algunas especies también largas y afiladas. La cola del pájaro carpintero tiene forma de espátula o abanico. Sus patas son relativamente cortos, los dedos están dispuestos en pares, con el primero y el cuarto apuntando hacia atrás y el segundo y el tercero hacia adelante. Los pájaros tienen un anillo ocular descubierto.

## Reproducción
La capacidad de la mayoría de las aves piciformes para excavar sus propios agujeros de nido es probablemente un factor importante responsable de su éxito. Con tipos de pico relativamente diversos, los jacamares, los frailecillos y los barbos excavan cavidades para anidar, al igual que los pájaros carpinteros de pico más robusto, aunque los primeros utilizan un sustrato más blando, como la tierra o los árboles muertos. Los pájaros carpinteros son los únicos del orden que han capitalizado biológicamente sus adaptaciones para la excavación de nidos, mediante diversas especializaciones adicionales para la anidación (incluso en árboles duros y vivos) y para el forrajeo en la superficie y dentro de la corteza de los árboles. Así, han explotado nichos que no están al alcance de otras aves, lo que explica su éxito en relación con otros miembros del orden. Sin embargo, debido a sus hábitos especializados, sólo puede existir un número limitado de tipos de pájaros carpinteros juntos, normalmente no más de cinco a ocho especies (más en algunos ambientes tropicales) que difieren un poco en tamaño y hábitos.
Debido a la naturaleza oculta de la cavidad del nido, el comportamiento de las aves que anidan en agujeros es más difícil de estudiar que el de las especies que construyen nidos expuestos. El comportamiento de anidación de la mayoría de las familias de piciformes debe inferirse a partir de observaciones de unos pocos ejemplares, siendo los pájaros carpinteros el único grupo que ha sido estudiado ampliamente.
Los jacamares suelen ser residentes allí donde se encuentran y anidan en diversas épocas del año según la localidad. Los nidos se excavan en bancos o en colinas empinadas. Ambos sexos excavan con el pico y sacan la tierra con las patas. El túnel es comparativamente corto, normalmente de menos de 1 metro de profundidad. No se coloca ningún revestimiento en la cámara del nido al final del túnel. Ambos sexos incuban tres o cuatro huevos blancos, y la hembra lo hace por la noche. Se sabe que el periodo de incubación de varias especies de jacamares es de 19 a 21 días. Las crías son velludas y nacen con los ojos cerrados. Permanecen de 20 a 26 días en el nido antes de marcharse. La mayor parte de la alimentación se compone de grandes insectos traídos a las crías por ambos padres. Los padres no limpian los desechos y la materia fecal de las crías del nido, que se convierte en basura.

## Evolución

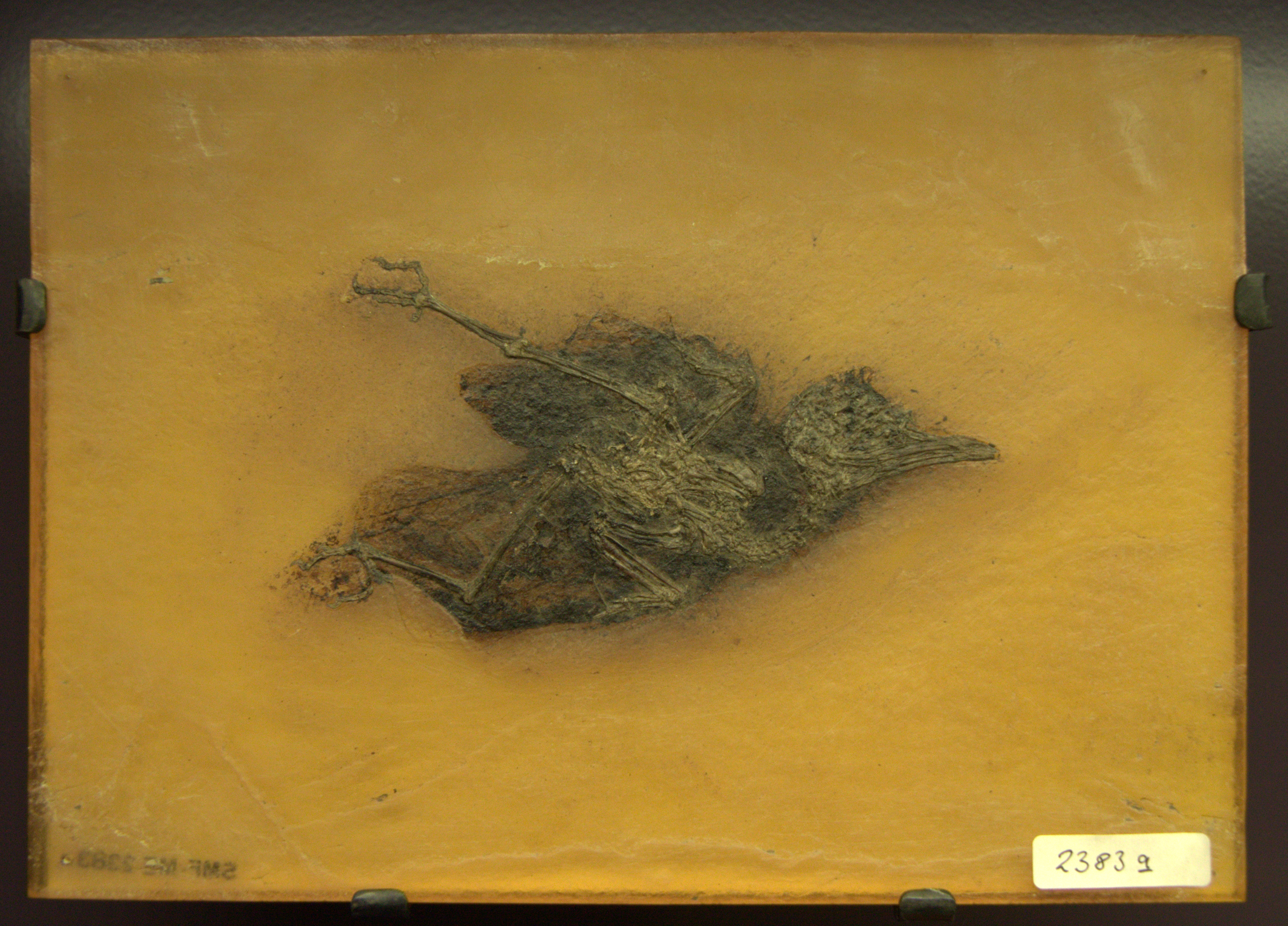
Primozygodactylus, un ave zigodáctila.

La reconstrucción de la historia evolutiva de los Piciformes se ha visto dificultada por la escasa comprensión de la evolución del pie zigodáctilo. Varias familias y géneros prehistóricos, desde el Eoceno temprano Neanis y Hassiavis, los Zygodactylidae/Primoscenidae, Gracilitarsidae, Sylphornithidae, y Homalopus, al Mioceno "Picus" gaudryi" y al Plioceno Bathoceleus' a veces se asignan tentativamente a este orden. Hay algunos extintos Piciformes ancestrales conocidos a partir de fósiles que han sido difíciles de situar pero que al menos en parte probablemente pertenecen al Pici. Se sabe que las familias modernas existen desde mediados del Oligoceno tardío hasta principios del Mioceno; en consecuencia, las formas más antiguas parecen ser más basales. Una gran parte de la evolución de los Piciformes parece haber ocurrido en Europa, donde hoy sólo existen Picidae; quizás incluso algunas familias ahora exclusivamente Neotropicales tengan su origen en el Viejo Mundo.

## Importancia para el ser humano
La mayoría de los pájaros piciformes consumen insectos, y algunos buscan comida en lugares (dentro de la corteza) a los que no llegan otras aves. Por ello, son valiosos en el control de insectos, ayudando incluso a prevenir la propagación de enfermedades de los árboles, como la enfermedad del olmo holandés, al destruir a los insectos portadores. Los barbudos y los tucanes frugívoros propagan las semillas de ciertos árboles tropicales, que pasan a través de sus cuerpos a distancias alejadas del árbol madre. Los guías de la miel conducen a los humanos, así como a otros mamíferos, a las fuentes de miel. Los coloridos tucanes, barbos y jacamares, e incluso los aburridos pájaros bobos, hacen las delicias tanto de los nativos como de los visitantes de los trópicos. Los pájaros carpinteros son especies conspicuas y a menudo coloridas del bosque, y sus acciones han suscitado durante mucho tiempo el interés y la admiración del hombre: sus visitas invernales a los comederos de suet en el hemisferio norte son esperadas y disfrutadas por millones de espectadores. La excavación de agujeros para anidar y posarse por parte de los pájaros carpinteros y los barbos proporciona hogares a innumerables aves de otras especies, que utilizan los agujeros después de que los excavadores hayan terminado con ellos. Los silvicultores de Europa suelen compensar la falta de agujeros de pájaros carpinteros antiguos que necesitan las valiosas especies insectívoras colocando cajas nido artificiales en sus bosques cultivados.
El consumo de fruta por parte de barbos y tucanes causa a veces daños en las plantas frutales cultivadas, especialmente cerca de pueblos y ciudades. Las escasas especies de chupasangres de Norteamérica y el sur de Asia destruyen ocasionalmente los árboles al crear aberturas por las que pueden entrar agentes patógenos, aunque las heridas en los árboles sanos se curan rápidamente. Los pájaros piciformes que excavan sus nidos suelen elegir árboles muertos o moribundos, pero algunos excavan en árboles vivos o cactus. La zona que rodea a la excavación puede quedar sellada por tejido cicatrizado en algunos árboles, especialmente en los cactus, lo que hace que no se produzcan daños pero que disminuya el valor del árbol. Algunos pájaros carpinteros dañan los postes de las vallas y de los servicios públicos, sobre todo en campo abierto, en parcelas bien cuidadas y cerca de bosques cultivados donde los árboles muertos son escasos.